# Tonnerre
Tonnerre je naselje in občina v osrednjem francoskem departmaju Yonne regije Bourgogne. Leta 2004 je naselje imelo 5.440 prebivalcev.

## Geografija
Kraj leži v pokrajini Burgundiji ob Burgundskem kanalu 37 km vzhodno od središča departmaja Auxerra.

## Administracija
Tonnerre je sedež istoimenskega kantona, v katerega so poleg njegove vključene še občine Béru, Cheney, Collan, Dannemoine, Épineuil, Fleys, Junay, Molosmes, Serrigny, Tissey, Vézannes, Vézinnes, Viviers in Yrouerre.
Kanton Tonnerre je sestavni del okožja Avallon.

## Zanimivosti
- izvir Fosse Dionne, poimenovan po vodni nimfi Dioni ,
- gotska cerkev sv. Petra, prvotno iz 9. stoletja,
- notredamska cerkev iz 12. stoletja, poškodovana med bombardiranjem v času druge svetovne vojne,
- nekdanja opatija sv. Mihaela, danes hotel,
- nekdanji uršulinski samostan, danes licej,
- Hôtel d'Uzès, rojstna hiša francoskega politika in vojaka Charlesa de Beaumonta, Chevaliera d'Eona (1728-1810),
- občinski muzej s knjižnico.

## Pobratena mesta
- Dobříš (Češka),
- Montabaur (Porenje - Pfalška, Nemčija),
- Nenagh (Irska).